# Clear Light
Clear Light byla psychedelicky rocková skupina, založená v roce 1966 v Los Angeles v Kalifornii. Producenta skupině dělal Paul A. Rothchild, ten, mimo Clear Light, spolupracoval i se skupinou The Doors a dalšími významnými skupinami.

## Diskografie

### Alba
- Clear Light, Elektra, 1967

### Singly
- "Black Roses"/"She’s Ready To Be Free"
- "Black Roses"/"She's Ready To Be Free"
- "They Who Have Nothing"/"Ballad Of Freddie and Larry"
- "Night Sounds Loud"/"How Many Days Have Passed"